# Phytoseius strobilanthae
Phytoseius strobilanthae är en spindeldjursart som beskrevs av Chinniah och Mohanasundaram 200. Phytoseius strobilanthae ingår i släktet Phytoseius och familjen Phytoseiidae. Inga underarter finns listade i Catalogue of Life.